# Старовойтов, Альфред Андреевич
Альфред Андреевич Старовойтов (8 сентября 1936, Ленинград — 19 декабря 2016, Новотроицк) — мэр города Новотроицка (1993—2000). Почётный гражданин города.

## Биография
Родился в 1936 году в Ленинграде, в семье студентов Ленинградского сельскохозяйственного университета. После окончания университета родители переехали в город Гжатск, Смоленской области. Перед войной отца призвали на военную службу в Красную армию, а мать с тремя детьми переехала к родственникам в Тамбовскую область, в село Крюковка, где и прошло детство Альфреда.
В 1953 году Старовойтов окончил среднюю школу и поступил в Ростовский институт железнодорожного транспорта, который окончил через 5 лет с дипломом инженера и по распределению отправился в город Орск, где работал в локомотивном депо Южно-Уральской железной дороги.
Позже переехал в соседний Новотроицк. Работал он в железнодорожном хозяйстве треста «Новотроицкметаллургстрой»: был начальником службы тяги, а потом — главным инженером цеха. В 1968 году стал заместителем секретаря парткома треста «Новотроицкметаллургстрой», а в начале семидесятых годов был назначен заместителем управляющего трестом по кадрам и быту.
В ноябре 1977 года его кандидатуру выдвинули на пост первого заместителя председателя горисполкома, а в январе 1980 года он был избран председателем горисполкома и проработал на этом посту до 1986 года. Затем Старовойтов был директором Новотроицкого пассажирского автопредприятия.
В июле 1989 года проходила сессия городского Совета. В повестку дня был включён организационный вопрос — выборы председателя горисполкома. Выдвинуто было одиннадцать кандидатур, в том числе и Старовойтов. В работе сессии принимали участие более 200 депутатов. Председателем исполкома городского Совета был избран Альфред Андреевич Старовойтов. С 1991 года он снова стал директором пассажирского автопредприятия.
В 1993 году Старовойтов был избран мэром Новотроицка. После распада СССР, многие работники бюджетной сферы в Новотроицке оказались в тяжёлом положении. Задерживались выплаты заработной платы и пенсий. В связи с этим Старовойтов поручил изыскать средства для того, чтобы организовать в Новотроицке бесплатный проезд на трамвае и в автобусах и на протяжении почти десяти лет жители города имели возможность бесплатно пользоваться городским транспортом.
Также в 1996 году ему удалось добиться от правительства Москвы беспроцентного кредита на 38 миллионов рублей для строительство новой школы.
После ухода с должности главы города Старовойтов шесть лет проработал руководителем общественной приёмной полномочного представителя Президента по Приволжскому округу в городе Новотроицке.
Умер 19 декабря 2016 года, на 81-м году жизни.

## Семья
- Отец — Андрей Никифорович Старовойтов, зоотехник. Погиб в 1944 под Кёнигсбергом.
- Мать — Альвина Александровна. После переезда в Новотроицк работала учительницей в вечерней школе.
- Жена — Антонина Васильевна — заслуженный учитель профтехобразования России.
- Сыновья: Виктор (выпускник МИФИ) и Сергей (выпускник Ленинградского университета имени Калинина). Четверо внуков.

## Награды
- Орден Трудового Красного Знамени
- Медаль ордена «За заслуги перед Отечеством» II степени (7 декабря 1995) — за заслуги перед государством, успехи, достигнутые в труде, науке, культуре, искусстве, большой вклад в укрепление дружбы и сотрудничества между народами[3]
- Ветеран труда
- Почётный гражданин Новотроицка